# Congrès juif canadien
 (octobre 2020).
Pour les articles homonymes, voir CJC.
Le Congrès juif canadien ou CJC (en anglais, Canadian Jewish Congress) souvent appelé le CJC, est une organisation représentative des organismes Juifs au Canada. Plus vieille organisation juive canadienne, le CJC constitue l'un des principaux groupes de pression et de défense des Juifs du Canada.

## Histoire du CJC

### Fondation

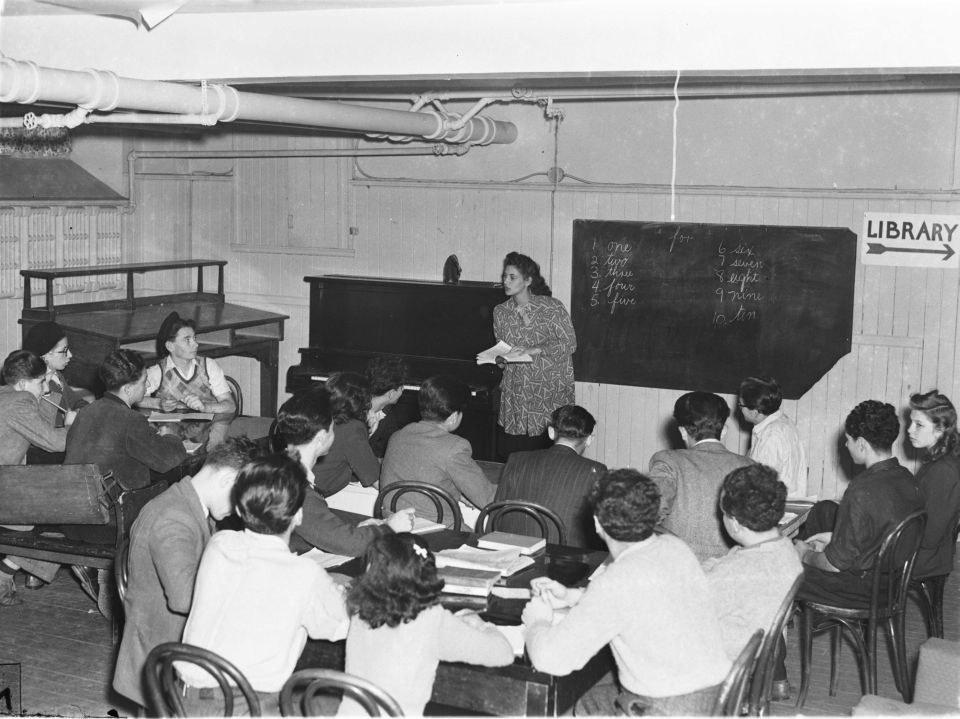
Adolescents en classe en compagnie d'une enseignante à Montréal, 1947

Le Congrès juif canadien est fondé lors d'un congrès tenu à Montréal en mars 1919. Sa création est discutée auparavant pendant un certain nombre d'années.  En 1915, une organisation juive appelée Poalei Zion (en français : Travailleurs de Sion) est fondée à Montréal et on parle de créer une organisation nationale pour tous les Juifs vivant au Canada. Deux ans plus tard, 13 autres petites organisations locales ainsi que l'Arbeiter Ring forment l'Alliance Canadienne Juive (CJA). Pour sa part la Fédération des Sociétés Canadiennes Sionistes refuse de se joindre à l'Alliance Canadienne Juive (CJA). Malgré l'opposition de la Fédération des Sociétés Canadiennes Sionistes, l'Alliance Canadienne Juive (CJA) poursuit son projet afin de créer une organisation représentant tous les Juifs vivant au Canada. Cet effort est encouragé avec la création en 1918 de l'American Jewish Congress. Finalement, début 1919, plus de 25 000 Juifs de partout au Canada votent localement dans leurs différentes associations pour élire des délégués en préparation pour la première convention du Congrès juif canadien qui se tiendra en Mars. Des groupes aussi différents que la Fédération de Clarence de Sola, Poalei Zion, Mizrachi  et le Arbeiter Ring sont présents à la première convention à Montréal. Le Congrès juif canadien est enfin créé après tant d'effort. La principale décision de la convention est d'aider les nouveaux immigrants Juifs qui arrivent au Canada. Les délégués votent en faveur de la création du "Jewish Immigrant Aid Society" , un organisme de solidarité sociale qui va, au cours des années suivantes, développer des services sociaux, des banques alimentaires et des groupes d'entraide pour les nouveaux arrivants juifs. La convention élit Lyon Cohen (socialiste et ancien président du syndicat de vêtements de Montréal) comme président du Congrès juif canadien.

### Lobby pro-immigration
Malgré ce bon départ, le Congrès Juif est lent à s'organiser jusqu'en 1934. Avec la montée de l'antisémitisme et les nouvelles politiques d'immigration plus sévères du gouvernement Canadien dans les années 1930, le Congrès juif canadien se réunit à nouveau en 1934 pour sa deuxième convention nationale. Samuel William Jacobs, député à la Chambre des communes (Parlement Fédéral Canadien) est élu nouveau président du CJC. Le Congrès Juif tente alors un lobby important auprès du gouvernement Canadien afin que le Canada ouvre davantage ses frontières aux réfugiés juifs fuyant l'Europe. Mais le succès de cette campagne reste très limité.

### Accueil des Survivants
Dès la fin de la seconde guerre mondiale, le CJC se réunit afin d'organiser des secours pour les survivants de l'Holocauste. Beaucoup d'entre eux vivent dans des Camps pour personnes déplacées en Europe. Parallèlement aux efforts du sénateur Arthur Roebuck et du rabbin Avraham Aharon, le Congrès juif canadien obtient la libération de nombreux réfugiés juifs et les accueille à Toronto et à Montréal. Le nouveau président du CJC est Samuel Bronfman, un homme d'affaires très prospère de Montréal. Grâce à son influence, Montréal devient la ville nord-américaine accueillant le plus grand nombre de victimes de l'Holocauste après la ville de New York.

### Chasse aux communistes
Durant la guerre froide à la demande pressante du président du CJC, Samuel Bronfman, le Congrès Juif expulse de ses rangs en 1951 le United Jewish People une organisation radicale de gauche. À cette époque, l'United Jewish People est la plus grande organisation juive laïque de solidarité sociale au Canada. L'United Jewis People sera réadmis en 1995, avec des excuses du Congrès Juif.

### Immigration russe
Dans la décennie des années 1990, le CJC lance une campagne pour permettre d'accueillir au Canada le plus grand nombre possible d'immigrants juifs de l'ex-Union Soviétique. Le CJC fait également pression sur le gouvernement canadien afin qu'il poursuive quelques criminels de guerre nazis qui s'étaient secrètement établis au Canada depuis les années 1950. Le Congrès Juif réussit à convaincre le gouvernement Canadien d'extrader hors du Canada des négationnistes tels que Ernst Zündel.

## Réorganisation
En juin 2007, le CJC introduit des changements importants dans son organisation interne.  Le système précédent de représentants choisis par les fédérations juives locales est aboli, et on opte pour un nouveau système dans lequel les membres du conseil seront élus individuellement par vote universel des membres, indépendamment de leur affiliation locale. À la suite de cette réorganisation, la direction du Congrès juif canadien est composée de personnalités éminentes de la communauté juive plutôt que de représentants des organisations juives locales. Actuellement, le président élu est Mark Freidmann et les vice-présidents sont Sylvain Abitbol et le Rabbin Dr. Reuven Bulka et le chef de direction (cadre supérieur) est Bernie Farber. Le Congrès juif canadien est affilié au Congrès juif mondial.

## Controverse au sein du CJC
Ces dernières années, le Congrès juif canadien est critiqué pour avoir délaissé des questions locales et avoir mis l'accent sur la défense de l'État d'Israël.  Ainsi Abraham Arnold, un membre de longue date du Congrès Juif et décoré de l'Ordre du Canada, est d'avis que le CJC s'est transformé petit à petit en un groupe de technocrates qui décourage le débat.  Gerald Tulchinsky, un professeur de l'université Queen's qui se spécialise dans l'histoire juive du Canada, déclare que le CJC dans sa recherche pour établir des liens avec l'État d'Israël, a perdu sa résonance avec un nombre croissant juifs Canadiens non-préoccupés par les questions internationales. Ce à quoi répond le président du CJC Mark Freidmann que les Juifs Canadiens ne doivent pas s'isoler dans des questions locales. Ce débat va probablement se poursuivre : B'nai Brith Canada et Independent Jewish Voices Canada exprimant des opinions très divergentes.

## Campagne pour la tolérance
Le Congrès juif canadien travaille actuellement à promouvoir la tolérance et la compréhension entre les groupes religieux et ethniques différents vivant au Canada. Sa dernière campagne fait la promotion du travail anti-raciste entre Canadiens de toutes les origines.

## Sources
Ouvrages
- Pierre Anctil, Marie-Claude Rocher (dir.) et Marc Pelchat (dir.), Le Patrimoine des minorités religieuses du Québec : richesse et vulnérabilité, Canada, Presses de l'Université de Laval (PUL), 2006, 273 p. (ISBN 978-2-7637-8484-7, présentation en ligne, lire en ligne), « Les Communautés Juives de Montréal »
- Paul-André Linteau, Histoire de Montréal depuis la Confédération, Montréal, Édition Boréal, 11 juin 1992, 613 p. (ISBN 978-2-89052-441-5)

Articles
- (en) Sarah Boesveld, « CJC's future in doubt as Jewish groups plan consolidation », National Post,‎ 1er décembre 2010, p. 1-5 (lire en ligne)
- (en) Stuart Laidlaw, « A different vision for Israel », Toronto Star,‎ 12 avril 2008 (lire en ligne)
- (en) Stuart Laidlaw, « Has Jewish group forgotten its roots? », Toronto Star,‎ 23 mai 2009 (lire en ligne)